# Federico Ferrario
Federico Ferrario (* um 1714 in Mailand; † 27. März 1802 ebendort) war ein italienischer Maler.

## Leben
Der wahrscheinlich in Mailand um 1714 geborene Federico Ferrario lernte in der Werkstatt des Malers Pietro Maggi, der sich mehr der Freskomalerei als der Tafelmalerei widmete. Möglicherweise war er mit einer Verwandten seines Lehrmeisters, Margherita Maggi, verheiratet, die jedoch bereits 1788 verstorben war. Aus dieser Ehe ging nur ein Sohn hervor, Carlo, der das Werk seines Vaters fortsetzte. In der Werkstatt der Maggis spezialisierte er sich auf Freskenmalerei.

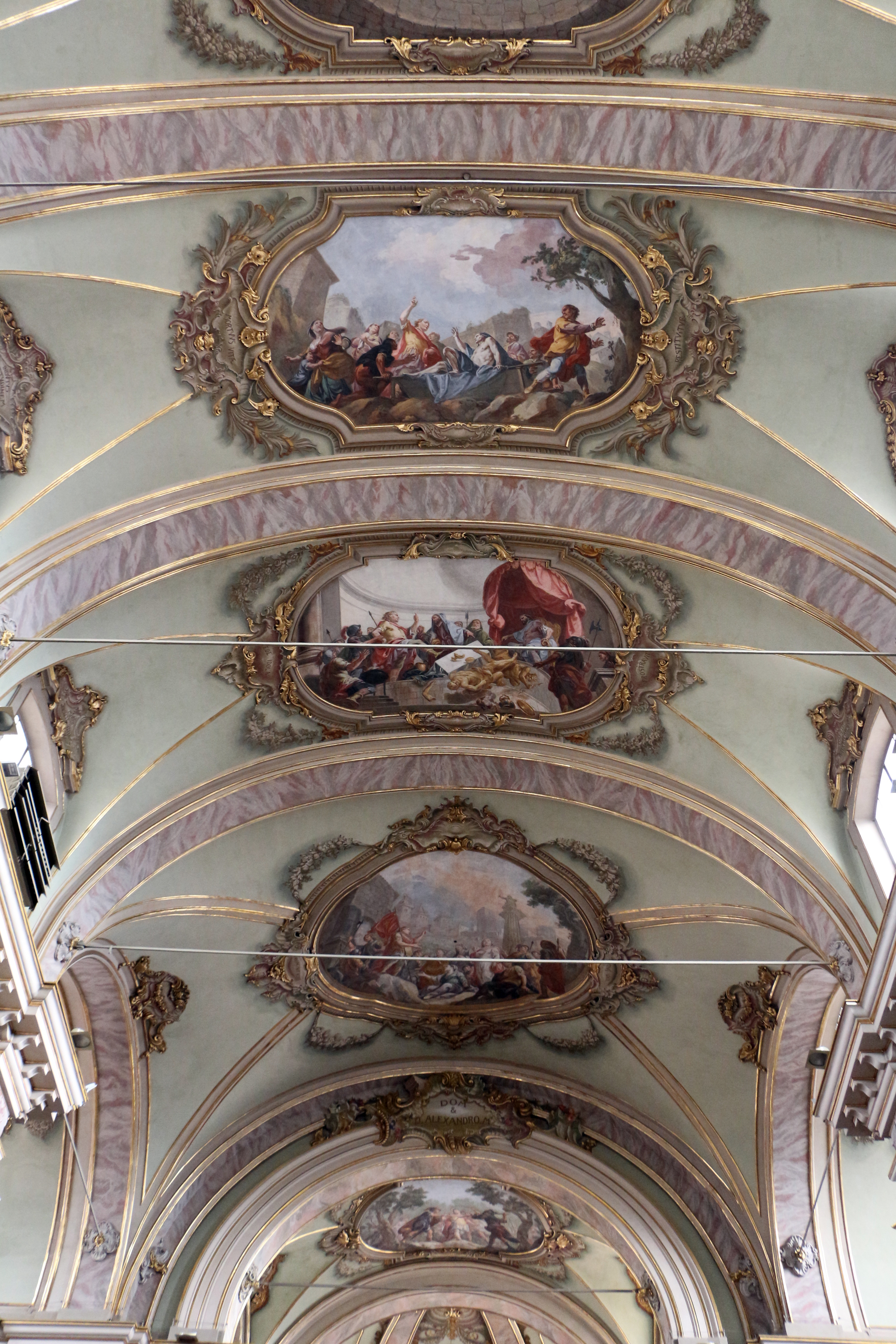
Gewölbe der Kirche Sant’Alessandro della Croce mit der Geschichte über den Heiligen

Es sind keine Werke aus den Jugendjahren des Künstlers bekannt, aber er ist ab 1750 dokumentiert. Das älteste Dokument stammt aus dem Jahr 1752 und betrifft ein kleines Werk für die Kirche San Filippo in Lodi. Um mehr Beschäftigungsmöglichkeiten zu haben, arbeitete der Künstler nicht nur in Mailand an den Fresken für die Kirche Sant’Alessandro, sondern reiste auch in viele Teile der Lombardei.
Viele seiner Werke sind in den Städten Pavia, Monza, Sacro Monte di Orta, Cremona, Piacenza, vor allem aber in der Gegend um Bergamo erhalten, wo im 18. Jahrhundert viel an der Modernisierung der Gotteshäuser im neoklassizistischen Stil gearbeitet wurde: Der Bedarf an neuen Ausschmückungen führte zu zahlreichen Aufträgen. In den Jahren nach 1760 verstärkte sich seine Präsenz in Bergamo, wo er mit dem Quadraturisten Bernardo Brignoli an vielen seiner Werke arbeitete.

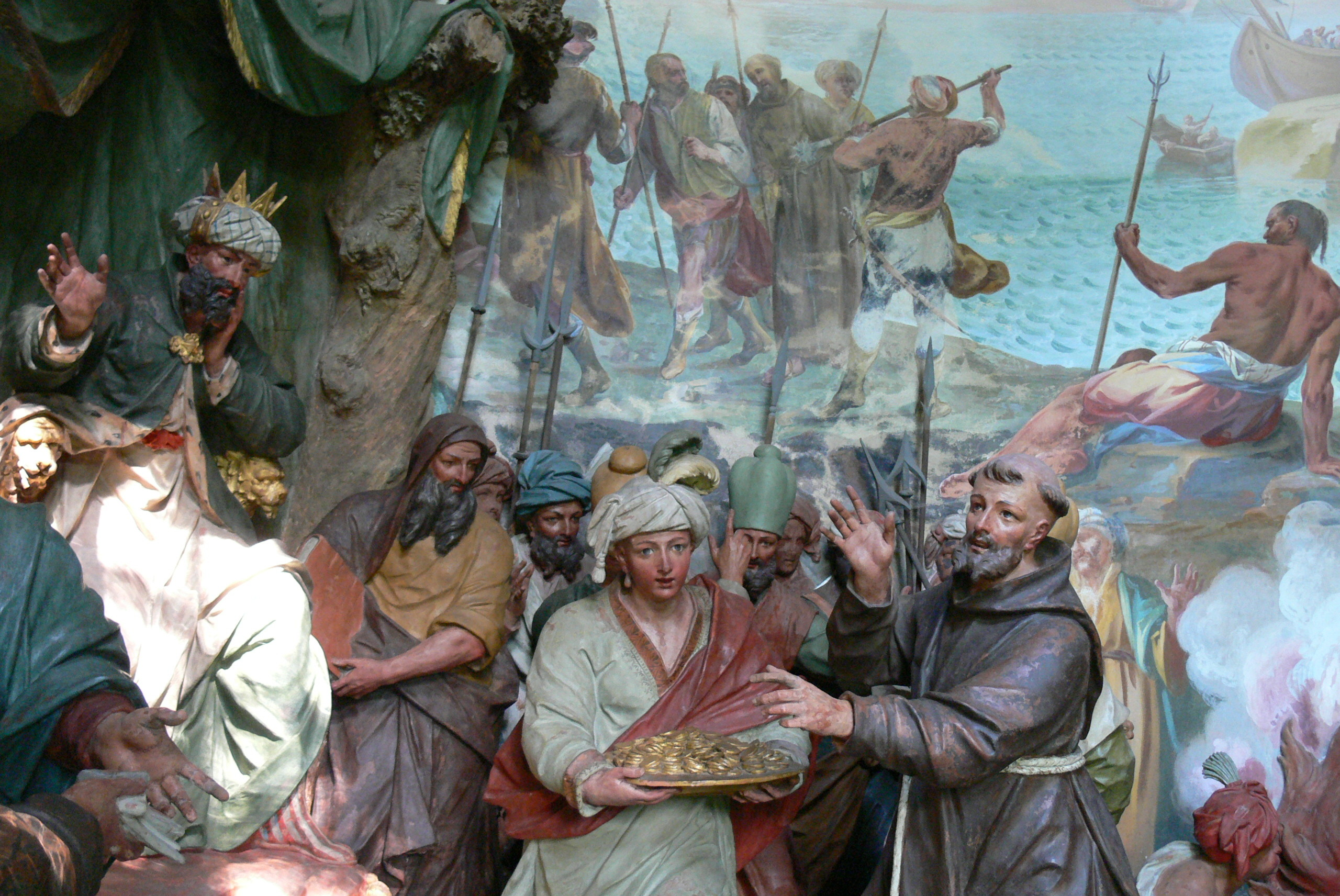
Sacro Monte Orta – Kapelle des Hl. Franziskus

Obwohl er in der Schule von Maggi bei den Nachfahren der Mailänder Schule lernte, gelang es ihm dank der Zusammenarbeit mit anderen Künstlern und seiner Studien im Dom von Monza, einen freieren Stil zu entwickeln, ohne jemals den Rokoko-Stil zu erreichen, wobei er jedoch in seinen Zügen konservativ blieb. Die Jahre, die er in Bergamo verbrachte, brachten ihn der Kunst von Vincenzo Angelo Orelli und der venezianischen Kunst näher, was sich in den späteren Werken zeigt.
Im Jahr 1790 wurde er zusammen mit Gian Antonio Cucchi und Antonio De Giorgi zum Direktor der Accademia Ambrosiana ernannt, wo er anscheinend Subventionsanträge für die Akademie selbst unterzeichnete. Seit dieser Zeit scheint er keine Gemälde mehr geschaffen zu haben. Er starb in seinem Haus in Mailand.

## Werke
Der Künstler hat zahlreiche Werke geschaffen, von denen einige, vor allem in der Gegend von Bergamo, verloren gegangen sind und von denen hier nur einige erwähnt werden sollen:
- Geschichten und Ruhm des heiligen Benedikt in der gleichnamigen Kapelle im Kloster Chiaravalle Milanese, 1754
- Fresko im Refektorium des Klosters Chiaravalle Milanese, 1757
- Zwei Medaillons und die Halbkuppel der Kirche Santa Maria al Carrobiolo in Monza, später verloren gegangen, aber in Stadtführern erwähnt, 1755
- Altarbild in der Kirche Santa Maria in Strada in Monza, 1755
- Hl. Franziskus vor dem Sultan in der Franziskuskapelle von Sacro Monte di Orta
- Engel und Heilige bei der Anbetung der Eucharistie Santa Maria delle Grazie in Lodi, 1759
- Glorie des Hl. Philippus Neri Gewölbe des Palazzo dei Filippini, aufbewahrt im Museo Civico di Lodi, 1764
- Gewölbe des Kirchenschiffs von San Vincenzo in Piacenza, 1769-1761
- Herabfallen von Manna Gewölbe der Sakristei der Dom von Bergamo, 1761[4]
- Fresken des Gewölbes der Altäre des Doms von Bergamo anlässlich des Besuchs von Gregorio Barbarigo, die später entfernt wurden, 1762
- Samson bingt den Tempel zum Einsturz, Die Opferung der Tochter des Jephthah, David und Goliath Dom von Bergamo, 1766
- Mysterien des Rosenkranzes Basilika San Martino Alzano Lombardo, 1764
- Fresken im Gewölbe der Privatkapelle der Villa d’Arcais in Carobbio degli Angeli, 1765
- Fresken in der Kirche von Casaletto Ceredano, 1767
- Fresken in der Kirche der Ursolinen in Gandino, 1767
- Eingangsbogen zur Kapelle des Kruzifixes in der Kirche Sant’Alessandro in Zebedia in Mailand, 1768
- Hl. Maria Magdalena im Haus des Pharisäers Altarbild in der Kirche San Bernardino alle Ossa in Mailand, 1768
- Abendmahl im Haus des Simon Kirche von Ciserano, das als eines der besten Werke des Künstlers gilt, 1771
- Hl. Josef und Heilige Sakristei der Pfarrkirche von Medolago, 1771
- Glorie des Hl. Martin, die Theologischen Tugenden Kirche San Martino in Torre Boldone, 1771
- Drei Übertüren für den Palazzo di Sanseverino d’Aragona Piacenza, 1772
- Geschichte des Alessandro Magno Salon des Palazzo Anguissola di Cirnafava Rocca, Piacenza, 1772
- Maria Himmelfahrt und der hl. Bischof Martin, Rosenkranzmysterium, Unsere Liebe Frau vom Berge Karmel  Kirche San Martino di Torre Boldone, 1775
- Hl. Rochus Privatkapelle der Villa Mapelli in Ponte San Pietro, 1776
- Wunder des Hl. Zenone für die Kirche San Zenone in Osio Sotto, 1776
- Geschichte des Hl. Alexander Kirche Sant’Alessandro della Croce in Bergamo, 1779
- Geschichte des Hl. Alexander Gewölbe des Kirchenschiffs der Basilica Sant’Alessandro in Colonna, sowie die Kuppel, das Presbyterium und das Medaillon in der Sakristei, 1780
- Geschichte des Hl. Domenikus Kapelle des Heiligen in der Kirche dei Santi Bartolomeo e Stefano in Bergamo, 1780
- Bartolomeo Colleoni und zwei Soldaten aus Bergamo für die Säle der Accademia Carrara, von denen nur Skizzen erhalten sind, 1785–1786
- Opferung der Polyxena Palazzo Agliardi in Bergamo
- Olymp Palazzo Brembati, Bergamo
- Allegorische Szene, Palazzo Magliani, Bergamo
- Allegorie der Liebe Palazzo Marenzi in Bergamo;
- Venus und Amor, Mars hält die schlafende Venus mit der Schlinge fest, Palazzo Suardi Gavazzeni, Bergamo.